# David Roberto Iriarte
David Roberto Iriarte Díaz, más conocido como David R. Iriarte (Maracaibo, Venezuela, 1903 - Caracas, Venezuela 1994), fue un médico e investigador científico venezolano del siglo XX. Caracterizado por sus contribuciones en el campo de la otorrinolaringología y la microbiología, también por su labor docente y literaria.

## Reseña biográfica
Nacido en Maracaibo el 10 de noviembre de 1903.
Se trasladó a Caracas para estudiar en la Universidad Central de Venezuela (UCV), obteniendo el título de Médico en 1928, desarrollando un trabajo experimental sobre la "Flageliasis de las Plantas". Durante sus años de estudiante, fue encargado del laboratorio biológico junto con el doctor Rafael Vegas, y preparó la primera vacuna en Venezuela contra el chancro blando.
Inició su ejercicio profesional en Maracaibo y luego en Caracas dedicándose a la otorrinolaringología y al laboratorio clínico en diferentes hospitales de las ciudades antes citadas. Comenzó sus prácticas de otorrinolaringología como interno en el Hospital Vargas.
La micosis que registra mayor número de casos en Venezuela en el siglo XX es la Paracoccidioidomicosis, el primer caso diagnosticado en vida de un paciente fue hecho por los doctores David Iriarte y César Rodríguez, cuando este último se encontraba finalizando los estudios de su carrera.

## Trayectoria profesional
El 31 de julio de 1931 ingresó a la Academia Nacional de Medicina como miembro correspondiente por el Estado Zulia. El mismo año cofundó junto al Dr. Leopoldo Briceño Iragorry el laboratorio de la Clínica Luis Razetti, y la revista "Boletín de la Clínica Razetti". 
Realizó contribuciones al estudio de la enfermedad de Chagas en Venezuela, enfocándose en la identificación y clasificación de los vectores, así como en la descripción de los primeros casos registrados. Identificó y clasificó varias especies de triatominos (chinches), destacando al Rhodnius prolixus como el principal transmisor en el país, y realizó estudios sobre su distribución geográfica y la prevalencia de la infección por Trypanosoma cruzi. En 1935, describió la presencia del Eutriatoma maculata en Venezuela. También describió los primeros casos de la enfermedad de Chagas en Venezuela, incluyendo tanto la forma aguda como la crónica. En su publicación de 1936 sobre el Chagas, detalló sus observaciones durante su estancia en Zaraza, presentando un caso crónico y los estudios histopatológicos de una paciente trasladada a Caracas. Trabajó en colaboración con otros investigadores, como José Francisco Torrealba y Adolfo Pons. Su trabajo aportó información sobre la epidemiología de la enfermedad, la identificación de los principales vectores y la descripción de las manifestaciones clínicas de la infección. En 1937, reportó a la Academia sus "Nuevas investigaciones sobre la Enfermedad de Chagas", donde describió, además de la tercera serie de xenodiagnósticos, un apartado sobre "transmisores" en el que señaló a Rhodnius prolixus y a Triatoma maculata, y también la existencia de un redúvido hematófago no infectado en un nido de cucaracheros (Troglodytidae sp.).
Fue elegido Individuo de Número, Sillón XXXVI el 31 de enero de 1946, incorporándose el 7 de marzo del mismo año presentando el trabajo intitulado “La Familia Simuliidae en Venezuela”.
En París había mantenido contacto con el Dr. Alberto Fernández Marquiz, quien para aquel momento realizaba estudios en el Instituto Pasteur sobre la preparación y administración de la vacuna contra la tuberculosis. Obtuvo de Fernández Marquiz las primeras semillas de BCG (bacilo de Calmette y Guérin) con cuyas cepas se elaboraron las primeras vacunas contra la tuberculosis en Caracas.
Además de su labor de investigación, llevó una actividad docente en la Universidad Central de Venezuela, dictando las asignaturas de clínica otorrinolaringológica de la Facultad de Medicina, siendo profesor de la cátedra de microbiología y parasitología de la Facultad de Odontología. Trabajó durante 30 años como médico del Ministerio de Sanidad y Asistencia Social (MSAS), prestando servicios en higiene escolar y en el área antituberculosa como otorrinolaringólogo. También fue director de la Gaceta Médica. En 1955, figuró como uno de los 56 miembros fundadores de la "Sociedad Otorrinolaringológica". Publicó más de cien trabajos científicos de investigación al respecto de las endemias presentes en el país, como "La Buba o Bubas en Venezuela",  además de sus libros. 

### Medicina aeronáutica
Autor del libro "Historia de la Aviación Civil en Venezuela" con ediciones de los años 1967 y 1971, y de numerosos artículos sobre aviación y medicina aeronáutica publicado en las revistas "Aeronaves", "Ciencia Aeronáutica", "Avión", "Boletín del Laboratorio de la Clínica Luis Razetti" y en el periódico "El Universal". Orador en conferencias a institutos de medicina aeronáutica en varios países. Presentó en la Sociedad Venezolana de Historia de la Medicina un trabajo titulado "Datos Históricos sobre Aviación y Medicina Aeronáutica", en el año 1983, según memorando de la NASA.
Fue Decano de los Individuos de Número de la Academia Nacional de Medicina, Académico Correspondiente Extranjero de la Asociación Médica Argentina y Miembro Honorario de la Academia Chilena de Medicina.
Falleció en la ciudad de Caracas, Venezuela, el 24 de octubre de 1994.

## Reconocimientos
- Orden Francisco de Miranda en su Primera Clase, de manos del Ministro de Relaciones Interiores, el Dr. Mantilla, en 1978.[16][17]
- Orden del Libertador.[4]
- Orden José María Vargas [4]
- Orden del Fénix del Gobierno Griego [3]
- Cruz de las Fuerzas Aéreas de Venezuela por su servicio médico a los pilotos de la aviación militar venezolana.[18]
- Premio "Próspero Reverend", dado por la Sociedad Bolivariana.[4]
- Premio José Gregorio Hernández.[4]
- Premio "Monbinne" de Francia.[4]

Según el Doctor Alberto Ortega Angulo, dos especies de mosquitos fueron nombradas en su honor: Culicoides iriartei (un ceratopogonido del estado Zulia)[cita requerida] y Simulium iriartei.[cita requerida] 

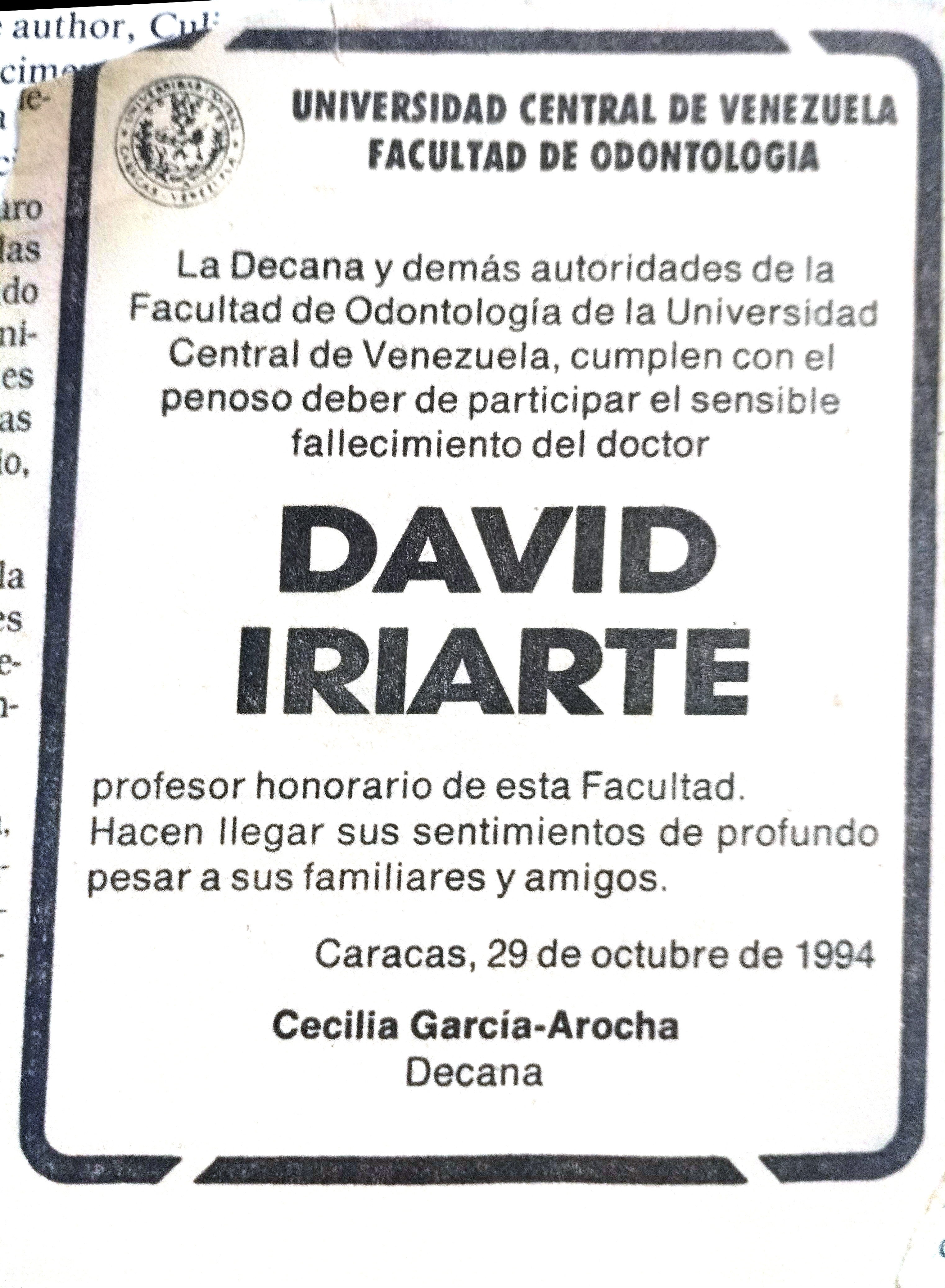
Nota de condolencias publicada por la Facultad de Odontología de la Universidad Central de Venezuela por el fallecimiento del Dr. David R. Iriarte (1994)

## Obra
- Iriarte, David R. (1991) Trayectoria de una Vida, Itagráfica, ISBN 980-07-0419-1
- Iriarte, David R. (1983) Scientific Works, Ediciones Universal, Miami Florida, EE.UU (1983) ISBN 0-89729-316-9 Library of Congress Catalog Card No.: 82-82544 o Trabajos Científicos, Editorial Élite, Caracas, Prólogo de Juan Iturbe.
- Oído Nariz y Garganta, Editorial Ercilla, Chile (1941)
- Estudio de Patología Tropical, Editorial La Lotería, Caracas (1942)
- Estudios Entomológicos y Parasitológicos, Editorial Tipografía Americana (1948)
- La Buba o Bubas en Venezuela (1942)[12]
- Lecciones de Microbiología y Parasitología, Editorial Tipografía Americana
- Historia de la Aviación Civil en Venezuela, Gráfica Americana (1967)

Su libro "Historia de la Medicina Aeronáutica en Venezuela"  fue traducida por la NASA. 